# Blanc de Chine
Blanc de Chine és una pel·lícula francesa dirigida per Denys Granier-Deferre, estrenada el 1988.

## Argument
Saigon, 1975. Mathieu, fill de colons corsos establerts a Indoxina, abandona el país cap a França acompanyat de Jay, una jove eurasiàtica. Onze anys més tard un atemptat signat per una bena verda colpeja la comunitat xinesa de París. Mathieu és cridat per la policia metropolitana de París per investigar el cas. Mentre segueix l pista es produeix un nou atemptat signat per una bena vermella colpeja la comunitat vietnamita. Es tracta realment d'una guerra territorial entre xinesos i vietnamites a París o hi ha quelcom més ?

## Repartiment
- Robin Renucci : Mathieu Caglioli
- Michel Piccoli : Alexandre Batz
- J. C. Quinn : Mayotte
- Ysé Tran : Jay
- Antoine Duléry : Bastien
- Denys Hawthorne : Jason Hunt
- Don Henderson : Malcolm
- Ham-Chau Luong : Le Van Sang
- Claude Faraldo : Rinaldi

## Enllaços exterms
- Tema de la pel·lícula a YouTube